# 核実験
核実験（かくじっけん、英語: Nuclear weapons testing）とは、核爆弾の新たな開発や性能維持を確認したり、維持技術を確立したりするために、実験的に核爆弾を爆発させることを指す。語義としては臨界前核実験も含まれるが、一般的には爆発を伴う実験のことを指す。

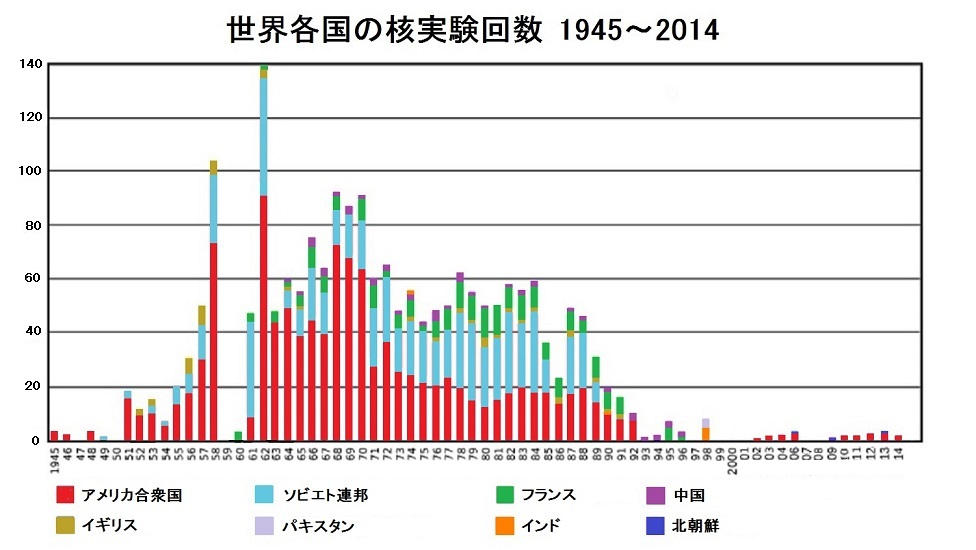
年間世界各国の核実験回数

1945年から約半世紀の間に2379回（その内大気圏内は502回）の核実験が各国で行われた。そのエネルギーはTNT換算で530メガトン（大気圏内は440メガトン）でこれは広島へ投下されたリトルボーイ（TNT換算で15 kt）の3万5千発以上に相当する。

## 核実験の種別
- 1. 大気圏内
- 2. 地下
- 3. 大気圏外
- 4. 水中

核実験の種別：

核実験は、実施された場所と高度により4つの種別に分類される。
1. 大気圏内核実験
地上、海上、及び空中で行われる核実験である。実験方法には、棟上、気球、船舶、離島、及び航空機からの投下が用いられる。また数は少ないが、高高度核爆発実験もロケットにより行われる。地上近くの核爆発では、土砂とチリがキノコ雲により巻き上げられ大量の放射性降下物が発生する。また高々度での核爆発では電磁パルスが広範囲に影響し、周辺の電子機器や電気製品に障害を引き起こす。
2. 地下核実験
核爆発による地表や大気の汚染を避ける目的で、水中ではない地表面下の様々な深度で行われる核実験である。実験の手法は冷戦時に米国、及びソ連にて確立されたが、本実験以外の手法は1963年に締結された部分的核実験禁止条約（PTBT）で禁止された。核爆発が完全に地中で収束した場合には、放射性降下物は殆ど発生しない。しかし爆発によって地面が損傷した場合には、そこから放射性降下物が発生する。地下核実験では、その核出力と爆弾の構造に応じた地震波が他の実験方法より強く発生し、多くの場合で地殻の陥没によるクレーターも生成される。1974年には、地下核実験の最大核出力を150キロトンとする地下核実験制限条約（TTBT）が米国とソ連の間で署名されている。
3. 高高度核実験
大気圏外で行われる核実験であり、実験空間までの運搬にはロケットが使われる。この実験の目的は、主に敵国から発射されたICBMを大気圏外で迎撃すること、及び敵国の衛星（主にスパイ衛星）を破壊することの検証である。ただし高高度には大気が無いか、限りなく薄いため、核爆発の衝撃波は弱まる。核兵器としての目的達成には、ターゲット近接距離の核爆発による熱線・放射線による物理的な破壊、および電磁パルスによるターゲットの“電子的”破壊（無能化）が必要になる。だが、核爆発で生ずる電磁パルスは地上とは異なる振る舞いをし、広範囲に渡って地上の電子機器にまで影響を及ぼすこととなる。また、ターゲットの物理的破壊は近年特に問題になっているスペースデブリを大量に発生させることと、地上の電子機器に与える影響から、PTBTにて実験が禁止された。
4. 水中核実験
地下核実験と同様に、地表や大気の汚染を避けるため水面下で行われる核実験であり、実験装置の固定は船舶やはしけ（これらは実験時の爆発で破壊されてしまう）が用いられる。この実験の目的は、水中核爆発の艦船への効果（クロスロード作戦等）と、艦船用兵器（爆雷や魚雷）への核兵器の転用可能性を検証することである。周辺の岩礁や海水が汚染されるが、海面近くの核爆発では、放射性の水及び蒸気を大量に拡散させ、近くの艦船や建物までも汚染する。

## 歴史上重要な核実験

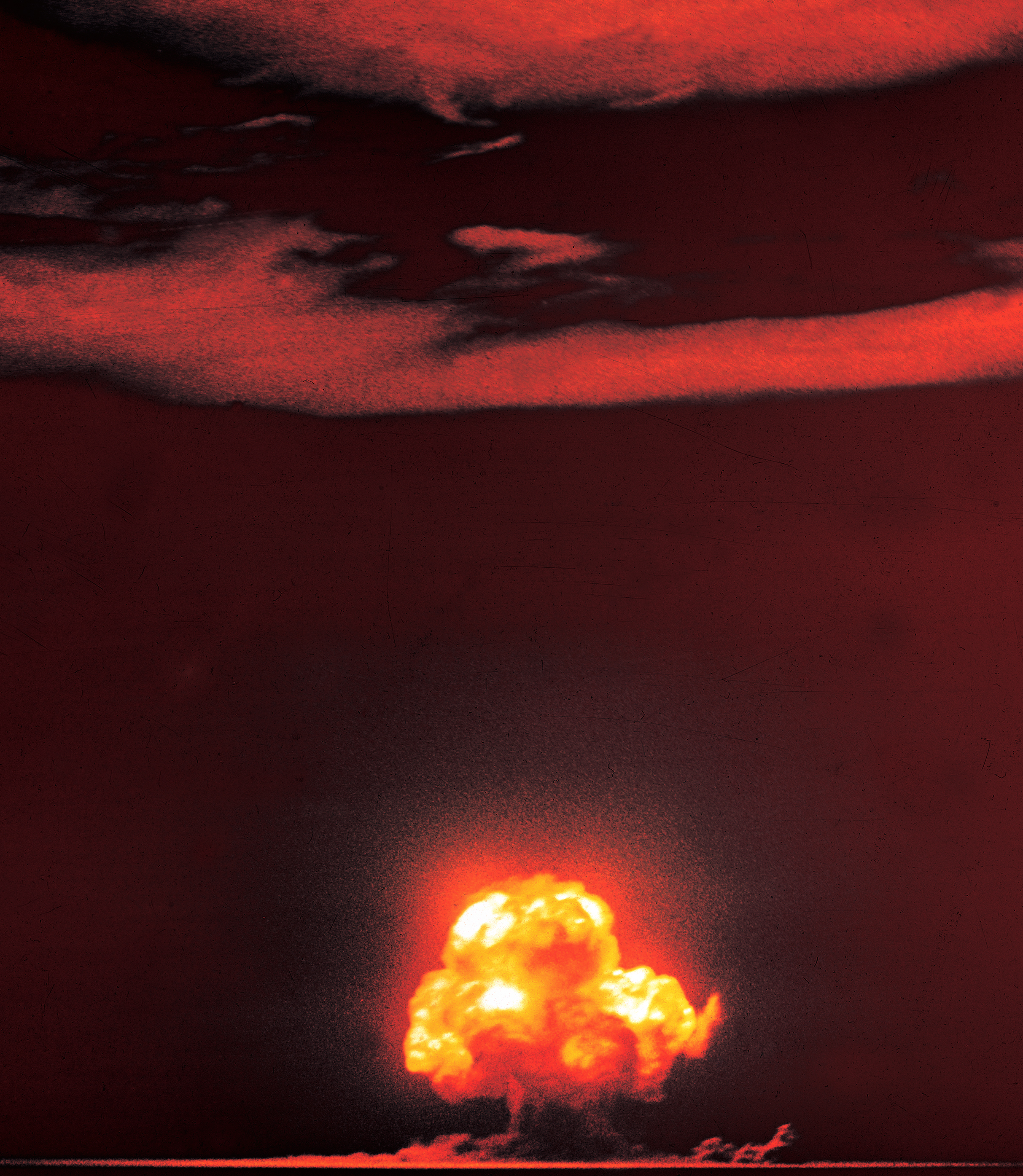
1945年7月16日に行われた人類初の核実験。詳細はトリニティ実験を参照。

歴史上重要な核実験の一覧を次に示す。広島と長崎の原子爆弾の投下に加え、既定の兵器のその国における初の核実験、さもなければ、例えばこれまでに最も大きな核実験だったなど顕著だった核実験が含まれる。すべての核出力（爆発力）は、推定エネルギーと等価とされるTNTの質量（kt）で与えられる。
表中の「実用兵器/非実用兵器」は、実験された装置が（理論実証装置と対照的に）実際の戦闘において仮定として使われることができたかどうかを意味する。
核爆発を起こすために大規模な機器に取り囲まれているような初期の実験用核爆弾は、実用的な兵器とは言えない。「多段階/非多段階」は、それがいわゆるテラー・ウラム構成の本当の水素爆弾か、単に増幅核分裂兵器の形態であったかどうかを意味する。
なお、ツァーリ・ボンバと1998年のインドとパキスタンによる実験の核出力のように、いくつかの核実験の正確な核出力の推定は、専門家との間で論争となっている。
核実験は、軍事的・科学的な実験に留まるものではなく、政治的なプロパガンダの役割を果たす場合も少なくない。
| 年月日         | 名称（実験名）               | 核出力 (kt) | 実施国         | 重要性 |
| -------------- | ---------------------------- | ----------- | -------------- | --- |
| 1945年7月16日  | ガジェット（トリニティ実験） | 19          | アメリカ合衆国 | 人類史上初の原子爆弾実験 |
| 1945年8月6日   | リトルボーイ                 | 15          | アメリカ合衆国 | 人類史上最初の実戦使用（広島市への原子爆弾投下）                                                                                            |
| 1945年8月9日   | ファットマン                 | 21          | アメリカ合衆国 | 直近の実戦使用（長崎市への原子爆弾投下） |
| 1949年8月29日  | RDS-1（ジョー1）             | 22          | ソビエト連邦   | ソビエト連邦による初の原子爆弾 |
| 1952年10月3日  | ハリケーン                   | 25          | イギリス       | イギリスによる初の原子爆弾 |
| 1952年11月1日  | アイビー マイク              | 10,400      | アメリカ合衆国 | 人類史上初の多段階熱核反応兵器実験（非実用兵器）                                                                                            |
| 1953年8月12日  | RDS-6（ジョー4）             | 400         | ソビエト連邦   | ソビエト連邦による初の水爆（非多段階、実用兵器）                                                                                            |
| 1954年3月1日   | キャッスル ブラボー          | 15,000      | アメリカ合衆国 | 水爆（人類史上初の多段階、実用兵器）、放射性降下物事故（第五福竜丸が被曝）                                                                  |
| 1955年11月22日 | RDS-37                       | 1,600       | ソビエト連邦   | 水爆（ソビエト連邦による初の多段階、実用兵器）                                                                                              |
| 1957年11月8日  | グラップル X                 | 1,800       | イギリス       | 水爆（イギリスによる初めて成功した多段階）                                                                                                  |
| 1960年2月13日  | ジェルボアーズ・ブルー       | 70          | フランス       | フランスによる初の原子爆弾 |
| 1961年10月31日 | ツァーリ・ボンバ             | 50,000      | ソビエト連邦   | 人類史上最大の水爆実験（本来100メガトンを50メガトンに制限）                                                                                 |
| 1964年10月16日 | 596                          | 22          | 中国           | 中国による初の原子爆弾実験 |
| 1967年6月17日  | 実験 No. 6                   | 3,300       | 中国           | 中国による初の水爆実験 |
| 1968年8月24日  | カノープス                   | 2,600       | フランス       | フランスによる初の水爆実験 |
| 1974年5月18日  | 微笑むブッダ                 | 12          | インド         | インドによる初の核分裂爆発実験 |
| 1998年5月11日  | シャクティ I                 | 43          | インド         | インドによる初の潜在核融合増幅兵器実験（正確な核出力は25-45 ktの間で議論されている）                                                        |
| 1998年5月11日  | シャクティ II                | 12          | インド         | インドによる初の原子爆弾実験 |
| 1998年5月28日  | チャガイ-I                   | 9-12?       | パキスタン     | パキスタンによる初の原子爆弾実験 |
| 2006年10月9日  | 北朝鮮の核実験 (2006年)      | 1.5-15?     | 北朝鮮         | 北朝鮮による初の原子爆弾実験 |
| 2010年11月18日 | ポルックス                   | ?           | アメリカ合衆国 | アメリカによる「Zマシン」と呼ばれる装置を使った初の臨界前核実験 このZマシンに関してはこの後2014年11月までの間に12回の実験が繰り返されている |
| 2013年2月12日  | 北朝鮮の核実験 (2013年)      | 10-45?      | 北朝鮮         | 北朝鮮による初の強化原爆実験? |
| 2016年1月6日   | 北朝鮮の核実験 (2016年1月)   | 10?         | 北朝鮮         | 北朝鮮による初の水素爆弾実験(懐疑的な意見もある)                                                                                            |
| 2017年9月3日   | 北朝鮮の核実験 (2017年9月)   | 160-250     | 北朝鮮         | 北朝鮮による初の水素爆弾実験 |

## 各国の核実験

### アメリカ合衆国

#### ニューメキシコでの核実験
1945年7月16日にアメリカ合衆国がマンハッタン計画で人類史上初めて行った核実験（トリニティ実験）では、長崎に投下したファットマン」と同型のプルトニウム爆縮型原子爆弾（ガジェット）をニューメキシコ州アラモゴードにある実験場で炸裂させた。
- 爆発で火球の中に舞いあげられた砂漠の砂が溶けて液体になって降り積もったガラス質の緑色鉱石（トリニタイト）が生成され、今なお中レベルの放射能を帯びている。ほとんどは1952年に埋め立てられ、持ち出し禁止になっている。
- 実験から50年以上が経過した現在でも、実験場跡地では通常環境の約10倍の残存放射線が検出される。

#### マーシャル諸島での核実験
1946年7月1日からアメリカ軍占領下にある日本の委任統治領であるマーシャル諸島のビキニ環礁で核実験を行い、1947年にアメリカ領となった後も核実験を継続し、エニウェトク環礁と合わせて67回の核実験を行った。
1946年7月、原爆実験クロスロード作戦では、日本の戦艦長門など約70隻の艦艇が標的として集められ、そこを原爆で攻撃して効果を測定した。1回目は7月1日に実験（エイブル）し、2回目（ベイカー）は7月25日に行なわれた。
その後、太平洋核実験場として指定され、1954年3月1日ビキニ環礁で水爆実験（キャッスル作戦）では、実験計画では数Mtクラスの爆発力と見積もっていたものが、実際には15 Mtの爆発力があったため予想よりも広範囲に死の灰が拡散して、多数の被曝者を出した。
- ビキニ環礁の島民は、強制的にロンゲリック環礁へ移住させられ、現在に至るまで帰島出来ていない。
- 日本のマグロ漁船第五福竜丸など数百から千隻の漁船が、死の灰で被曝した。
- 240 km離れたロンゲラップ環礁にも死の灰が降り、実験の3日後に住民全員が強制避難させられた。
- ビキニ環礁面積の80%のサンゴ礁が回復しているが、28種のサンゴが原水爆実験で絶滅した。

#### ネバダ州での核実験

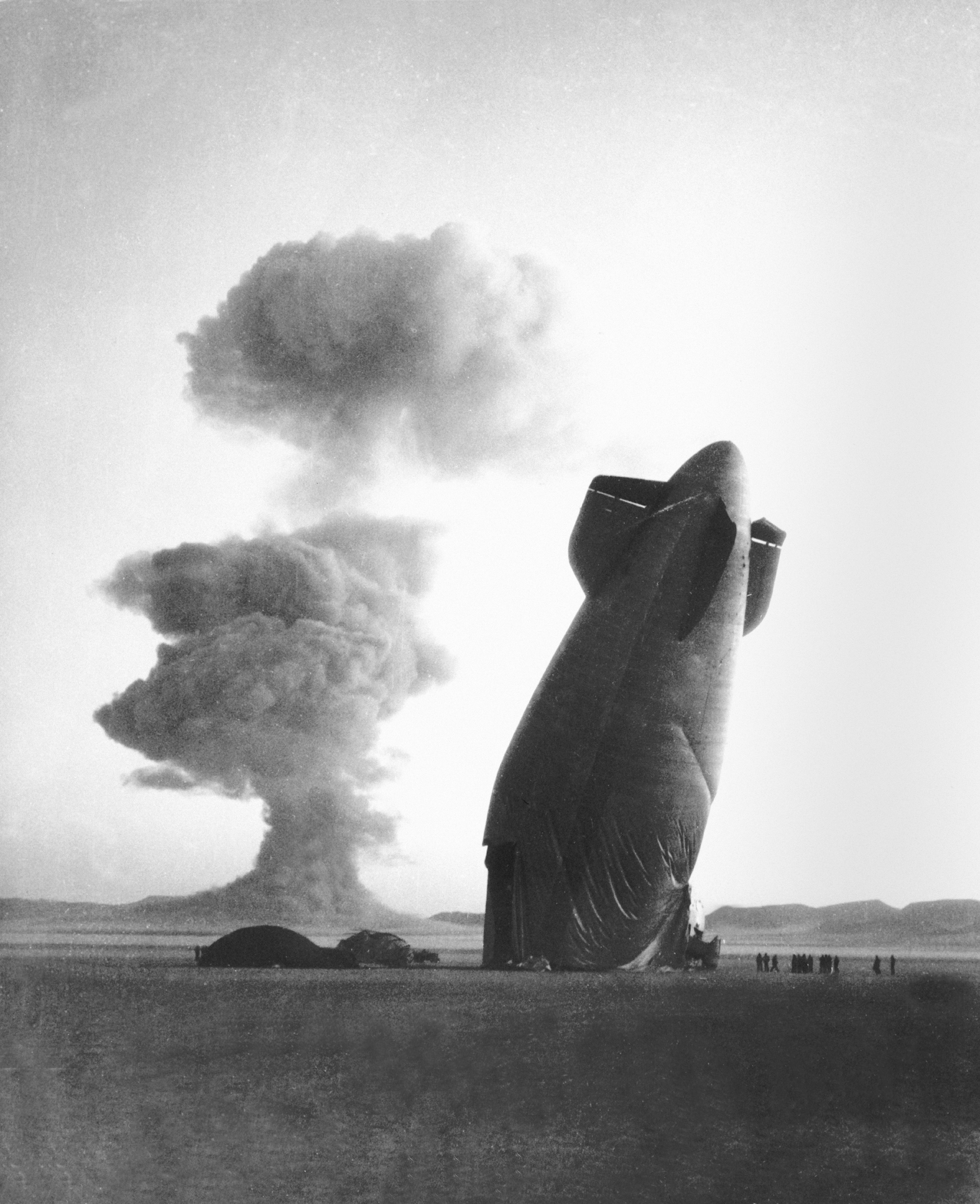
1957年8月7日ネバダ核実験場における核実験（プラムボブ作戦）で破壊された米海軍の飛行船。この飛行船は軍事効果実験のため爆心地点から5マイル以上離れた地点を無人で浮遊中だったが、爆発の衝撃波で崩壊した。

南太平洋での実験は費用が掛かるため、トルーマン大統領の提案により1951年にネバダ州の砂漠にネバダ核実験場 (NTS,Nevada Test Site) が設置された。その後、フォールアウト（放射性降下物）の測定や建物・動物などへの影響を調べるための実験が地上・地下含めて928回行われた。
核実験の振動がラスベガスの建物に影響を与えたため、核出力5 Mtの爆発実験の前段階として、1968年1月19日にラスベガスの北130 kmにあるトノパー近郊で1 Mtの地下実験"FAULTLESS"が行われた。これがアメリカ合衆国本土で行われた最大の核爆発であった。その結果、衝撃で地上に大きな断層ができてしまったために本土で実験は行わないことになり、5 Mtの実験はアラスカのアムチトカ島で行うことになった。
1997年7月2日 地下実験場で初の臨界前核実験が行われた。
- 928回繰り返された核実験の放射能で、多くの人々がガンになって死んでいるというドキュメンタリーがある[4]。

#### ニューメキシコ州での核実験
2010年11月18日 Zマシン（サンディア国立研究所）と呼ばれる核融合実験装置/X線発生装置を使い、核爆発を伴わない「新型核実験」に成功している（この実験はマスメディアなどでは一応臨界前核実験とは区別して新型核実験と呼ばれている）。これは強力なX線を発生させ、超高温、超高圧の核爆発に近い状況を再現し、プルトニウムの反応をみる実験である。この実験は2014年11月まで続いており計12回行われている。

#### アムチトカ島での核実験
- 1965年から1971年までにアラスカのアムチトカ島で3回実験が行われた。1971年11月6日の"CANNIKIN"は地下実験最大の5 Mt（迎撃ミサイル「LIM-49A スパルタン」のW71核弾頭を使用）であり、各国の抗議を引き起こした。グリーンピースは、この実験を契機として発足した。

#### その他の核実験

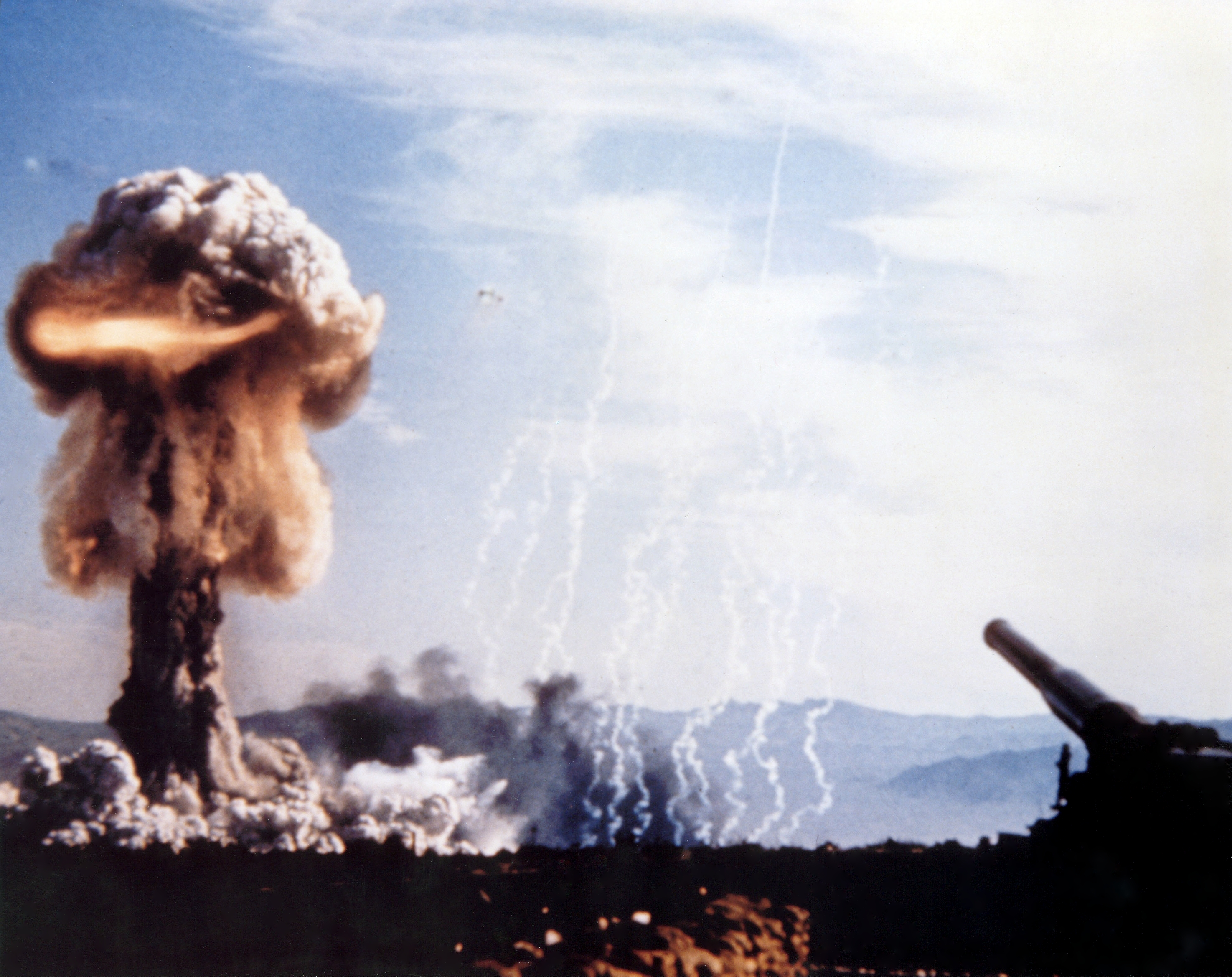
1953年に行われたW9の発射実験。M65 280mmカノン砲を使用した。核出力は広島に投下されたのと同じ15 kt

1955年5月14日 ウィグワム作戦 カリフォルニア州サンディエゴ南西500マイルで行われた、核爆雷の検証を目的とする実験。
1961年から1973年まで、衝撃波の測定や天然ガス採掘など、平和利用の実験のために小規模（150 kt未満）の原爆実験がアメリカ各地で行われた（プラウシェア計画、Operation Plowshare）。

### ソ連
世界最大の核兵器保有数を誇ったソ連による主な核実験。少なくとも1949年から1990年にかけて715回の核実験が行われた。
セミパラチンスクでの核実験
- 1949年8月29日 初の原爆実験（長崎型）。22 kt。コード名"RDS-1"。アメリカ側のコード名"ジョー（＝スターリン）-1"。
- 1953年8月12日 『初の』水爆実験。400 kt。コード名"RDS-6"。アメリカ側のコード名"ジョー4号"。
  - 放射性降下物の分析より核融合ではなかったと言われている。

- 1955年11月22日 水爆実験。1.6 Mt。コード名"RDS-37"。アメリカ側のコード名"ジョー19号"。
  - ソ連初の水爆実験成功。

- 1965年1月15日 平和的核爆発。"チャガン核実験"。
  - 国家経済のための核爆発の一環。巨大クレーターの生成。

ノヴァヤゼムリャでの核実験
- 1961年10月30日 ノヴァヤゼムリャで、史上最大の水爆実験が行われた。爆弾（ツァーリ・ボンバ）の核出力は50 Mtでファットマンの3000倍近い出力。この時に出された死の灰はジェット気流に乗って日本にも飛来した。

南ウラル・チカロフスク州トツコエでの核実験
- 1954年9月14日 トツキー軍事演習。
  - 4万5千もの兵を動員した演習も行われている。

### イギリス

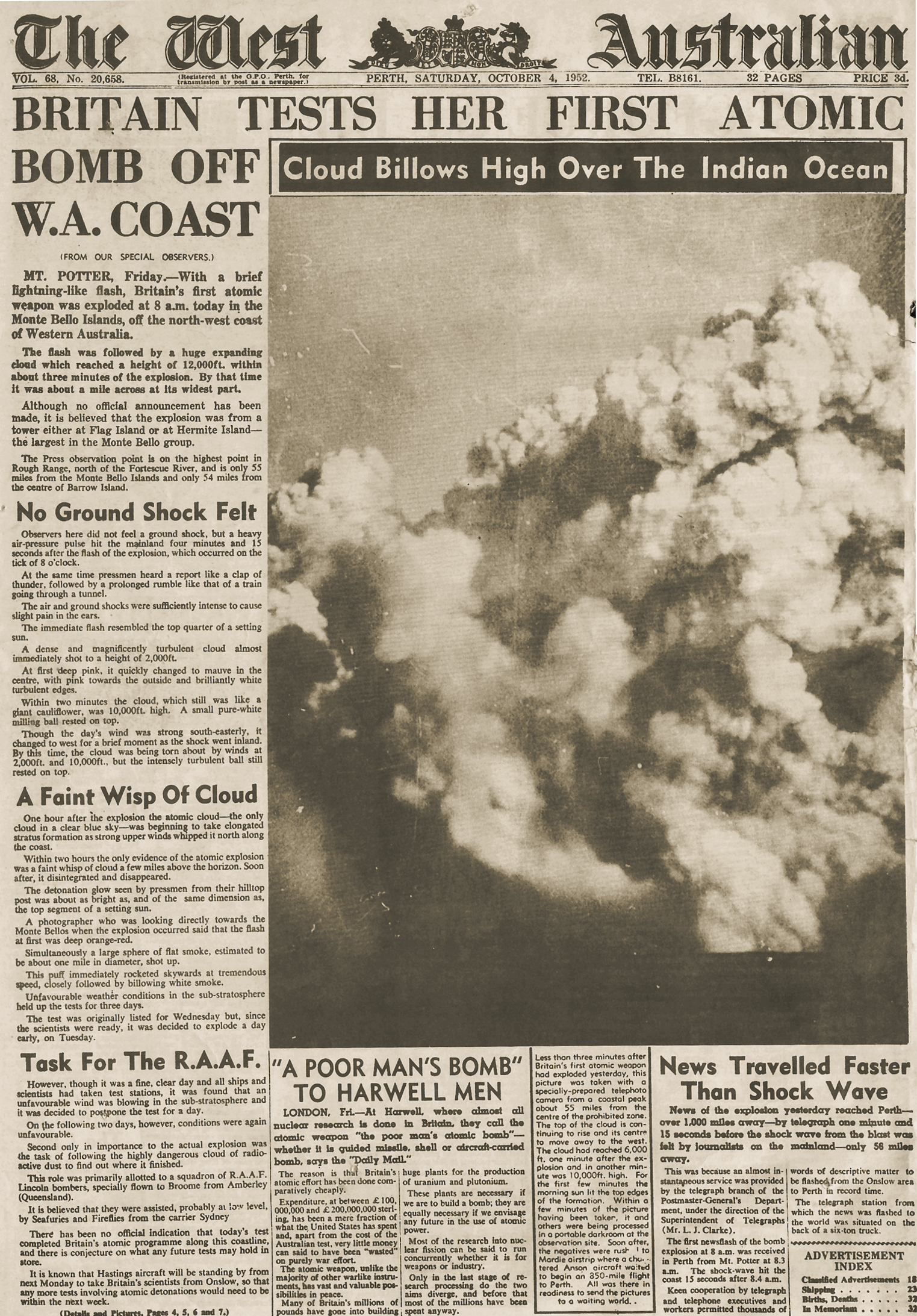
イギリス初の核実験を伝える西オーストラリア新聞

モンテベロ諸島と西オーストラリアの間の珊瑚礁（オーストラリア）での核実験
- 1952年10月3日 初の原爆実験。コードネームハリケーン。

エミュー（オーストラリア）での核実験
1953年実施

マラリンガ（オーストラリア）での核実験
1957年にアントラー作戦が行われ、3度の実験を行っている。

クリスマス島での核実験
1957年5月15日 初の水爆実験。

### フランス
サハラ砂漠での核実験
- 1960年2月13日 初の原爆実験（ジェルボアーズ・ブルー）。イスラエルの科学者が同席。事実上イスラエルとの共同実験。
- 1968年8月24日 初の水爆実験。

フレンチポリネシアでの核実験
1966年から1996年1月までに約200回実施。

### 中華人民共和国

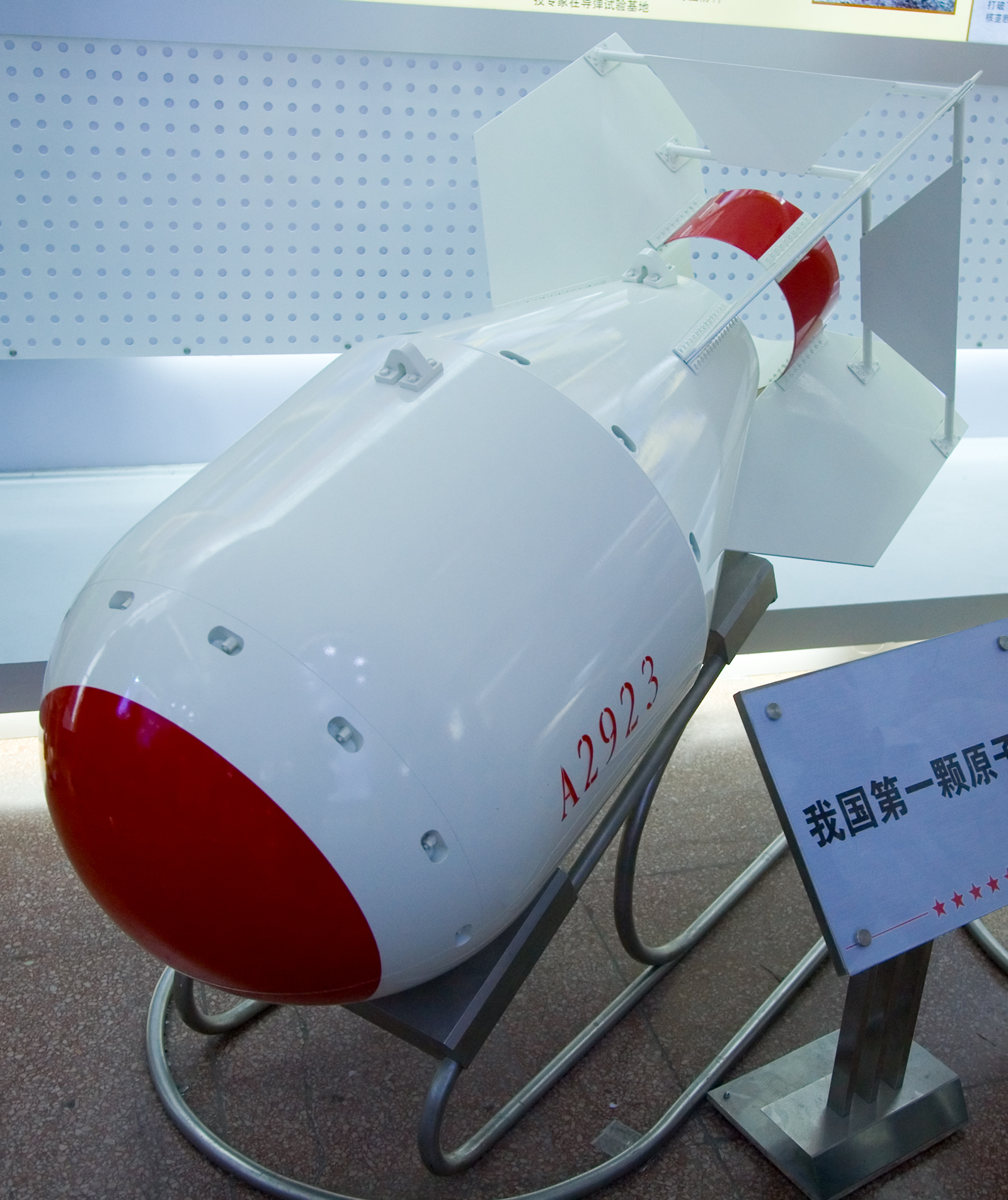
中国初の核爆弾（模型）

- 1964年10月16日 初の核実験「596 (核実験)」。
- 1967年6月17日 初の水爆実験。

### インド
- 1974年5月18日 ラジャスタン州ポカラン砂漠で初の原爆実験。
- 1998年5月11日・13日 熱核反応装置（水爆に相当）実験に成功。

### パキスタン
- 1998年5月28日・30日 チャガイで初の原爆実験。5月30日の原爆実験はプルトニウム型である事が判明しており、北朝鮮の代理核実験である可能性が高い[8]。

### 朝鮮民主主義人民共和国
- 1986年3月、アメリカの偵察衛星が北朝鮮の核施設のある寧辺を撮影、高性能爆発実験の痕跡を示す幾つかの円筒状のクレーターを発見。
- 2006年10月9日 咸鏡北道吉州郡豊渓里で初の核実験。
- 2009年5月25日 咸鏡北道吉州郡豊渓里で2回目の核実験。
- 2013年2月12日 咸鏡北道吉州郡豊渓里で3回目の核実験[9]。
- 2016年1月6日 咸鏡北道吉州郡豊渓里で初の水爆実験。しかしこの実験の水素爆弾というのは疑わしい見方も多い。
- 2016年9月9日 5回目の核実験。
- 2017年9月3日 6回目の核実験。北朝鮮は「水爆実験」と主張している[10][11]。

## 核実験の探知
東西冷戦中には、アメリカ合衆国が地下核実験の探知を目的として世界中に地震計を設置した。おもにソビエト連邦が実施した地下核実験によって生じる地震波をとらえた。一方、核実験実施国も自然地震と見せかけるために巧妙な核実験を行った。たとえば爆弾を並べて短時間に順に爆発させていき断層破壊と偽ったり、2発の爆弾を短時間に続けて爆発させ自然地震特有のpP波に似た波を発生させたりしていた。
このような経緯で設置された地震計は、現在では純粋に地震学の分野で大きく活用されている（たとえば地震波トモグラフィー）。
なお、地震計による核実験探知については、ブルース・A・ボルト著『地下核実験探知』に詳しく記してある。

## 核実験の禁止
1957年、日本はイギリス、ソ連、アメリカに核実験の中止を申し入れたが、いずれも拒否された。
その後、大気圏内で行う核実験は、大気中に放射性物質が飛散することになることが認識されるようになったため、これを禁止する国際条約が締結されることになった。1963年に、核実験を地下に限定する大気圏内、宇宙空間及び水中における核兵器実験を禁止する条約（通称部分的核実験禁止条約:PTBT）が締結され、同年中に発効した。この条約には100か国以上が調印しており、アメリカ合衆国及びソ連も批准している。フランスや中華人民共和国は署名していないが、後には大気圏内核実験を取りやめた。PTBT自体は、実験の規模や回数を制限していない。アメリカ合衆国とソ連は1974年に地下核実験制限条約（TTBT）を締結、1976年には平和目的地下核爆発制限条約を締結し、地下核実験における核出力を150 ktに制限し、相互に検証することに合意したが、これらの条約の発効は冷戦終結後の1990年までずれ込んだ。
地下核実験も禁止対象とする包括的核実験禁止条約（CTBT）が提案され、1996年より署名が開始された。この条約は、発効の条件とされた特定の44カ国全てにおける批准が実現されておらず、2011年時点では有効な条約にはなっていない。また、臨界前核実験も CTBT では禁止されていない。

## 放射能の影響
核実験により多量の放射性物質が、放射性降下物（いわゆる「死の灰」・「黒い雨」）として、広範囲に拡散をする事で大気汚染・土壌汚染・海洋汚染・生物汚染を引き起こす。このため短期・長期の様々な影響がある。
- 日本では1954年（昭和29年）5月13日から8月1日にかけて放射性物質を含む降雨（いわゆる放射能雨）が各地で観測。同年5月16日には京都市で8万6760カウントが記録されている。影響は農産物にも及び、同年5月21日には静岡県で採取された茶葉から10gあたり75カウントが計測されている[13]。1956年（1956年）4月16日から17日にかけても、高濃度のストロンチウム90を含む雨が観測された[14]。
- 核実験が行われるようになって以降、北部大西洋の中層でも放射性同位体比が上昇している。これは海洋表層に散布された放射性元素が海洋大循環によって沈み込んだためである。
- 核実験で放射性同位元素の炭素14が大気中に散布されボムパルス（英語版）（ボムスパイク）として検出されるため、放射性炭素年代測定法で、第2次世界大戦以降の年代を正確に特定できる手段となっている[15]。また、核実験で生成された炭素14は生物学や法医学などにも活用される[16]。